# تشیمیر
تشیمیر (به چکی: Číměř) یک منطقهٔ مسکونی در جمهوری چک است که در ناحیه ییندریخوف هرادتس واقع شده‌است. تشیمیر ۴۵٫۷۱ کیلومتر مربع مساحت و ۷۱۰ نفر جمعیت دارد و ۵۱۹ متر بالاتر از سطح دریا واقع شده‌است.